# Соухан (Альборз)
Соуха́н (перс. سوهان‎) или Суха́н — село на севере Ирана, в остане Альборз. Входит в состав шахрестана Талекан. Является частью дехестана (сельского округа) Паин-Талекан бахша Меркези.

## География
Село находится в северо-западной части Альборза, в горной местности южного Эльбурса, к северу от водохранилища Талекан, на расстоянии приблизительно 44 километров к северо-западу от Кереджа, административного центра провинции. Абсолютная высота — 2062 метра над уровнем моря.

## Население
По данным переписи 2006 года население села составляло 775 человек (407 мужчин и 368 женщин). В Соухане насчитывалось 212 семей. Уровень грамотности населения составлял 92,52 %. Уровень грамотности среди мужчин составлял 95,09 %, среди женщин — 89,67 %.